# Kanton Ribemont
Kanton Ribemont (fr. Canton de Ribemont) je francouzský kanton v departementu Aisne v regionu Hauts-de-France. Tvoří ho 52 obcí. Před reformou kantonů 2014 ho tvořilo 15 obcí.

## Obce kantonu
od roku 2015:
| - Alaincourt - Annois - Artemps - Aubigny-aux-Kaisnes - Bray-Saint-Christophe - Benay - Berthenicourt - Brissay-Choigny - Brissy-Hamégicourt - Cerizy - Clastres - Châtillon-sur-Oise - Chevresis-Monceau - Cugny - Dallon - Dury - Essigny-le-Grand - La Ferté-Chevresis | - Flavy-le-Martel - Fontaine-les-Clercs - Gibercourt - Happencourt - Hinacourt - Itancourt - Jussy - Ly-Fontaine - Mézieres-sur-Oise - Mont-d'Origny - Montescourt-Lizerolles - Moy-de-l'Aisne - Neuvillette - Ollezy - Origny-Sainte-Benoite - Parpeville - Pithon | - Pleine-Selve - Regny - Remigny - Renansart - Ribemont - Saint-Simon - Seraucourt-le-Grand - Séry-les-Mézieres - Sissy - Sommette-Eaucourt - Surfontaine - Thenelles - Tugny-et-Pont - Urvillers - Vendeuil - Villers-le-Sec - Villers-Saint-Christophe |

před rokem 2015:
- Chevresis-Monceau
- La Ferté-Chevresis
- Mont-d'Origny
- Neuvillette
- Origny-Sainte-Benoite
- Parpeville
- Pleine-Selve
- Regny
- Renansart
- Ribemont
- Séry-lès-Mézières
- Sissy
- Surfontaine
- Thenelles
- Villers-le-Sec